# Australian Institute of Sport

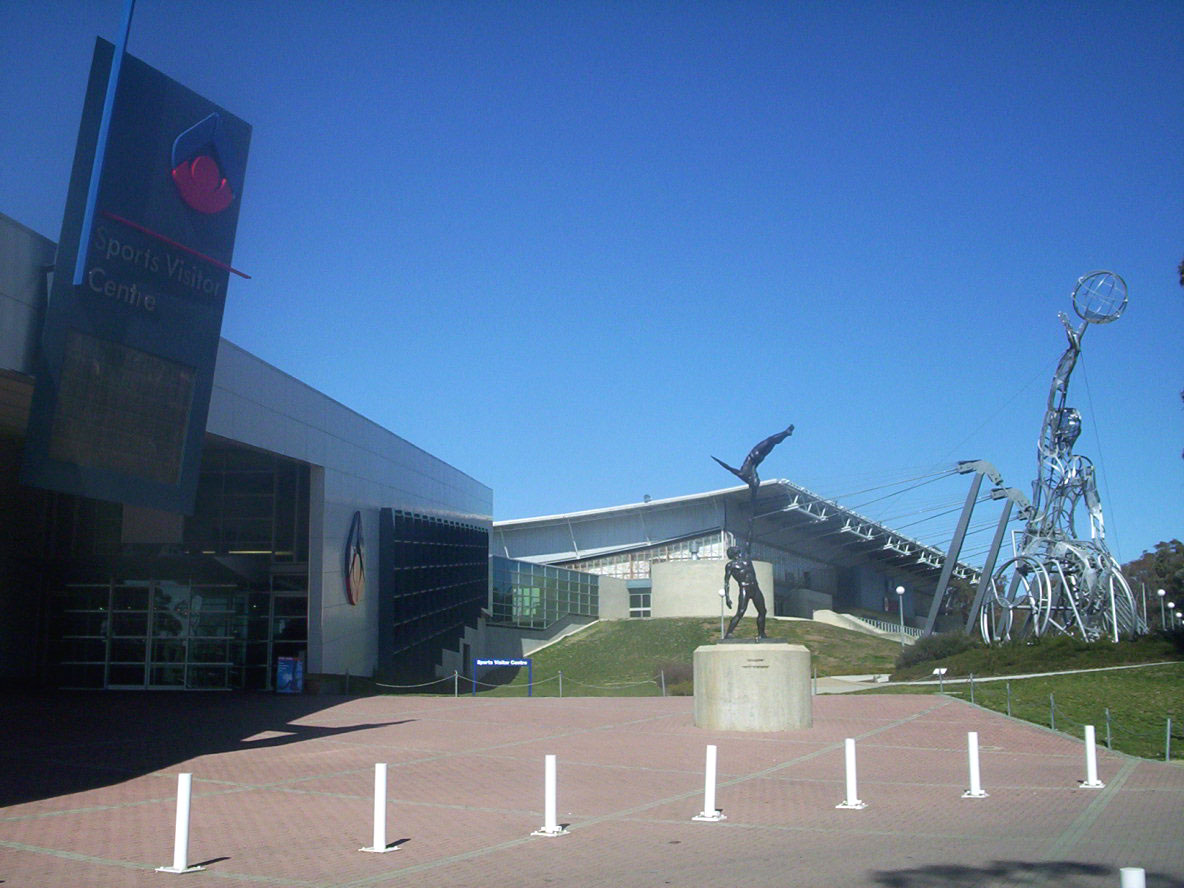
Eingang zum Hauptgelände des AIS in Canberra

Das Australian Institute of Sport (AIS; Australisches Sportinstitut) ist ein Bildungs- und Trainingsinstitut in Australien, das die Förderung des Spitzensports zum Ziel hat. Es unterstützt Athleten in zahlreichen Sportarten und bildet Trainer aus. Es werden sowohl olympische als auch nichtolympische Sportarten gefördert.
Der Sitz befindet sich in der Hauptstadt Canberra im Stadtteil Bruce, auf einem 65 Hektar großen Gelände mit zahlreichen Sportanlagen, zu denen auch das Canberra Stadium gehört. Einige Ausbildungsprogramme des Instituts werden in Außenstellen in anderen australischen Städten angeboten.
Gegründet wurde das AIS im Jahr 1985. Auslöser war das schlechte Abschneiden bei den Olympischen Sommerspielen 1976 in Montreal, als kein einziger Australier eine Goldmedaille gewann. Seither hat das Institut zahlreiche Olympiasieger und Weltmeister hervorgebracht.

## Institut
Das AIS beschäftigt 190 Mitarbeiter. Dazu gehören Trainer und Spezialisten in den Bereichen Sportmedizin, Ernährung, Leistungsanalyse, Biomechanik, angewandte Forschung, Talentsuche, schulische Ausbildung der Athleten, Kondition, Psychologie und Physiotherapie. Das AIS hat eigene Basketball-, Fußball- und Netball-Mannschaften, die in unteren Ligen spielen.
Jedes Jahr bietet das AIS Stipendien für über 700 Athleten an, dies in 35 verschiedenen Förderprogrammen in 26 Sportarten. Auch Behindertensportler in den Bereichen Leichtathletik, Schwimmen und Ski alpin können von den Stipendien profitieren.
Seit dem 1. Juli 2001 gibt es zusätzlich das Olympic Winter Institute of Australia. Dieses ist auf Wintersportarten spezialisiert, die seit Ende der 1990er Jahre in Australien einen Boom erleben.

## Ausbildungsprogramme
Im Jahr 2005 bot das AIS Ausbildungsprogramme in folgenden Sportarten an:
- in Canberra: Basketball, Behindertensport, Bogenschießen, Boxen, Fußball, Gerätturnen, Leichtathletik, Netball, Rudern, Schwimmen, Triathlon, Volleyball (Männer) und Wasserball (Männer)
- in Brisbane: Cricket, Squash, Softball und Wasserspringen
- in Gold Coast: Kanusport
- in Adelaide: Radsport
- in Melbourne: Australian Football, Tennis und Wintersportarten
- in Mornington Peninsula: Golf
- in Sydney: Behindertensport, Rugby League, Rugby Union, Ski alpin, Segeln und Wasserball (Frauen)
- in Perth: Hockey

Nachdem zahlreiche Fußballspieler sich dazu entschlossen hatten, für andere Nationalmannschaften zu spielen (insbesondere Kroatien), müssen diese nun einen Vertrag unterschreiben. Gemäß diesem sind sie verpflichtet, in einem solchen Fall die Ausbildungskosten zurückzuerstatten.